# Hipòtesi dels mercats eficients
La Hipòtesi dels Mercats Eficients o Teoria d'Eficiència del Mercat (en anglès: Efficient-market hypothesis) sosté que en qualsevol moment determinat tota la informació coneguda pels membres del mercat i totes les creences dels inversors sobre el futur estan reflectides en el preu dels valors financers negociats en els mercats financers. La teoria fou desenvolupada als anys seixanta del segle xx a la Universitat de Chicago (Escola d'Economia de Chicago) pel professor Eugene Fama.
Existeixen tres versions de la teoria: 
- la versió forta sosté que absolutament tota la informació (inclosa la informació dels insiders) està incorporada al preu d'un valor financer.
- la versió semi-forta sosté que només la informació pública està reflectida en el preu.
- la versió dèbil sosté que únicament hi ha reflectida en el preu actual la informació passada.

La Hipòtesi dels Mercats Eficients implica que cap inversor pot superar consistentment el mercat en tant que tot valor financer està correctament valorat tenint en compte tota la informació disponible, i que la funció d'un assessor financer es redueix a fer una cartera a mida de l'aversió al risc que té un inversor, però no ha de buscar superar al mercat.
La teoria ha estat contestada per aquells que han evidenciat anomalies en els mercats que revelen inconsistència amb la teoria dels mercats eficients.